# Detroit (equipos de 1920 de la NFL)
Detroit, Míchigan tuvo primeramente cuatro equipos en la National Football League antes de los Detroit Lions. Los Heralds jugó en 1920, y se había desempeñado como independiente ya en 1905. Los Tigers, una continuación de los Heralds, jugó en 1921, abandonando a mitad de temporada y envío sus jugadores a los Buffalo All-Americans. Las Panthers de 1925-1926 y los Wolverines en 1928.

## Historias de los equipos

### Detroit Heralds/Tigers
En 1905, varios jugadores de fútbol de la Universidad de Detroit, dirigidos por Bill Marshall, organizaron a los Heralds como un equipo amateur después de que la Universidad no participó con un equipo debido a problemas financieros. Fue en este momento que el equipo adoptó los colores de la escuela, rojo y blanco, como propio. Mientras que el equipo de fútbol de la Universidad jugó en 1906, los Heralds siguieron jugando como un equipo amateur. En 1911, el equipo abandonó su condición de amateur y se convirtió en semi-profesional y salió del campus. La admisión a los juegos del equipo pronto fue recompensada y los jugadores recibieron paga una pequeña suma. En 1916, varios jugadores fuera de la ciudad fueron traídos para reemplazar algunos de los jugadores de mayor edad, varios de los cuales habían estado con los Heraldos desde 1905.
A pesar de no estar asentado en Ohio, los jugó muchos de sus partidos contra equipos de la Ohio League. En 1917, el equipo registró un récord de 8-2, sus únicas derrotas a manos del campeón de la liga Canton Bulldogs y un equipo militar de Battle Creek. Muchos de sus victorias fueron en contra de futuros equipos de la NFL. En 1918 sucedió algo particular; mientras que la mayoría de los equipos interrumpieron sus partido o se redujeron sus calendarios debido a la Primera Guerra Mundial y la pandemia de gripe, el equipo siguió desempeñando un calendario completo e incluso viajó a otras ciudades, acumulando un récord de 6-2 con dos derrotas frente el campeón de la liga de Ohio Dayton Triangles. En 1919, ya que los equipos suspendidos reanudaron sus juegos y las restricciones de viaje disminuyeron significativamente, los Heralds tuvo un récord de 2-4-2, incluidas las derrotas frente a Cantón y Massillon Tigers, dos de los mejores equipos de Ohio y posiblemente el país.
En 1920, se estableció la American Professional Football Association (luego renombrada National Football League en 1922). Mientras que los Heralds no se unió oficialmente a la asociación, el equipo aparece en la tabla de posiciones de la temporada. En 1920, los tuvo un registro de 1-3, mientras que las inclemencias del tiempo canceló su calendario de noviembre y devastó financieramente el equipo.
El equipo se reorganizó en Detroit Tigers, mismo nombre del equipo de béisbol de la ciudad, para la temporada 1921. Sin embargo, después de una victoria y un empate en sus dos primeros juegos, los Tigres perdieron los próximos cinco enciçuentros. Varios jugadores se quejaron de que no se les pagaba y dejaron el equipo durante la temporada. El equipo se retiró oficialmente a finales de la temporada a mediados de noviembre. Sus jugadores fueron reubicados en Buffalo All-Americans, cuya temporada estaba todavía en curso, para completar su plantilla después de que los All-Americans terminaron su acuerdo de distribución de jugadores con la Union Quakers of Philadelphia..

### Detroit Panthers
En 1925, Detroit tuvo su segunda franquicia de la NFL, los Detroit Panthers. El equipo fue organizado por el futuro Salón de la Fama, Jimmy Conzelman. Conzelman fue un quarterback que recientemente jugó con los Staleys Decatur, Rock Island Independents y los Milwaukee Badgers. Conzelman sirvió como el dueño del equipo, entrenador y quarterback titular. Él construyó el equipo en torno a una fuerte defensa comenzó la temporada 8-1. Sin embargo, un 6-3 derrota ante Rock Island el día de Acción de gracias golpeó al equipo y terminó la temporada en tercer lugar.
Los Panthers esperaban mejorar su temporada de 1925, sin embargo, iniciaron la temporada 1926 con un récord de 0-3. Después de llegar a un récord de 4-0-2 en sus seis partidos siguientes, perdieron sus últimos tres. Conzelman renunció a la franquicia y se unió a Providence Steam Roller como jugador-entrenador. Él conseguiría más adelante ganar campeonatos de la NFL con Providence en 1928 y los Chicago Cardinals en 1947.

### Detroit Wolverines
Para la temporada 1926, la NFL añade muchos equipos de mercados pequeños como le sea posible para mantenerlos fuera de su rival la American Football League. Sin embargo, después de la AFL dejara de existir en 1927, la liga comenzó a mover sus franquicias de mercados pequeños a las grandes ciudades. En 1928, a pesar de una marca de 8-4-1 los Cleveland Bulldogs fueron vendidos a Elliot Fisher y su franquicia fue cancelada. El quarterback Bulldogs, Benny Friedman, un nativo de Míchigan, el entrenador LeRoy Andrews y varios otros jugadores entonces formaron un nuevo equipo, los Detroit Wolverines (presumiblemente toman su nombre del equipo de fútbol de Michigan Wolverines, alma mater de Friedman), bajo la propiedad de Fisher. Los Wolverines terminaron su temporada 1928 en el tercer lugar con un registro de 7-2. El equipo perdió solamente con Providence y los Frankford Yellow Jackets, equipos que ocuparon el primer y segundo lugar en la temporada.
Sin embargo, Tim Mara, el dueño de los New York Giants, compró la franquicia Wolverines y la desactivó. Su interés por la franquicia fue sólo para que pudiera añadir a Friedman a su lista de los Giants. A pesar de que los Bulldogs y Wolverines funcionaron bajo diferentes franquicias, están incluidos juntos en varios libros de registros porque tenían el mismo entrenador y la mayoría de los mismos jugadores.

## Jugadores del Salón de la Fama
- Detroit Panthers
  - Jimmy Conzelman
- Detroit Wolverines
  - Benny Friedman

## Temporadas
|            | Año  | V | D | E | Resultado | Entrenador(es)  |
| ---------- | ---- | - | - | - | --------- | --------------- |
| Heralds    | 1920 | 2 | 3 | 3 | 9.º       | Bill Marshall   |
| Tigers     | 1921 | 1 | 5 | 1 | 16.º      | Bill Marshall   |
| Panthers   | 1925 | 8 | 2 | 2 | 3.º       | Jimmy Conzelman |
| Panthers   | 1926 | 4 | 6 | 2 | 12.º      | Jimmy Conzelman |
| Wolverines | 1928 | 7 | 2 | 1 | 3.º       | LeRoy Andrews   |